# 蒙特鲁维奥德拉谢拉
蒙特鲁维奥德拉谢拉，是西班牙卡斯蒂利亚-莱昂萨拉曼卡省的一个市镇。 总面积35平方公里，总人口160人（2001年），人口密度5人/平方公里。